# DDR-Straßen-Radmeisterschaften 1966
Bei den Straßen-Radmeisterschaften in der DDR 1966 gewannen Siegfried Huster im Einzelrennen der Männer, Hannelore Mattig bei den Frauen und der SC Dynamo Berlin im Mannschaftszeitfahren. 

## Männer-Einzel
Das Rennen um die Straßen-Einzelmeisterschaft der Männer fand am Sonntag, dem 24. Juli, auf dem Sachsenring bei Hohenstein-Ernstthal statt. Auf dem 8,2 km langen Rundkurs waren 20 Runden zu absolvieren, sodass die Gesamtstrecke 174 km betrug. Neben den steilen Anstiegen am Badberg und am Queckenberg hatten die 80 an den Start gegangenen Fahrer mit sengender Hitze zu kämpfen. 59 von ihnen mussten den Strapazen Tribut zollen und stiegen vorzeitig vom Rad. Das Rennen erreichte bereits in der zweiten Runde seinen ersten Höhepunkt, als sich vier relativ unbekannte Fahrer vom Feld absetzen konnten. Sie fuhren zeitweise einen Vorsprung von drei Minuten heraus und konnten lange Zeit alle Angriffe aus dem Hauptfeld abwehren. Erst in der 15. Runde fiel die Gruppe auseinander, nur der Leipziger ASK-Fahrer Ulrich Richter und der vom Hauptfeld aufgeschlossene Dieter Mickein setzten die Alleinfahrt fort. Eine Runde später bildete sich ein Sextett, in dem auch der Titelverteidiger Siegfried Huster mitfuhr. Ihm und Jürgen Exner vom ASK Vorwärts Leipzig gelang es, sich 15 km vor Rennende von der Gruppe zu lösen, und beide strebten ungefährdet dem Ziel entgegen. Im Endspurt ließ Huster seinen Konkurrenten deutlich hinter sich und verteidigte seinen Meisterschaftstitel mit einem Vorsprung von acht Sekunden. 
|      | Fahrer                | Mannschaft           | Zeit              |
| ---- | --------------------- | -------------------- | ----------------- |
| 01.  | Siegfried Huster      | SC Karl-Marx-Stadt   | 4:44:17 h         |
| 02.  | Jürgen Exner          | ASK Vorwärts Leipzig | + 0:08 min        |
| 03.  | Axel Peschel          | SC Dynamo Berlin     | + 1:59 min        |
| 04.  | Günter Hoffmann       | ASK Vorwärts Leipzig | alle gleiche Zeit |
| 05.  | Dieter Mickein        | SC DHfK Leipzig      | alle gleiche Zeit |
| 06.  | Karl-Heinz Kazmierzak | ASK Vorwärts Leipzig | alle gleiche Zeit |
| 07.  | Eberhard Butzke       | SC Dynamo Berlin     | alle gleiche Zeit |
| 08.  | Harald Dippold        | SC DHfK Leipzig      | alle gleiche Zeit |
| 09.  | Günter Liebold        | SC Dynamo Berlin     | alle gleiche Zeit |
| 10.  | Klaus Kellermann      | ASK Vorwärts Leipzig | alle gleiche Zeit |
| 0... |                       |                      |                   |

## Frauen-Einzel
Die Frauen trugen ihre Meisterschaft am Vormittag vor der Männerentscheidung aus und hatten bei sechs Runden 52,2 km zu bewältigen. Aus einer dreiköpfigen Spitzengruppe siegte im Spurt die zweifache DDR-Bahnmeisterin Hannelore Mattig vom TSC Berlin mit einem knappen Vorsprung von drei Sekunden. 
|      | Fahrerin         | Mannschaft                | Zeit       |
| ---- | ---------------- | ------------------------- | ---------- |
| 01.  | Hannelore Mattig | TSC Berlin                | 1:40:02 h  |
| 02.  | Ilka List        | SC Karl-Marx-Stadt        | + 0:03 min |
| 03.  | Eva Nürnberger   | BSG Thurn Thurm           | + 0:05 min |
| 04.  | Christa Moser    | SG Dynamo Karl-Marx-Stadt | + 0:38 min |
| 05.  | Jutta Jänicke    | BSG Empor Berlin Nord     | + 2:54 min |
| 0... |                  |                           |            |

## Mannschaftsmeisterschaft – Männer
Am Freitag, dem 17. Juni 1966, wurde die DDR-Meisterschaft im 100-km-Mannschaftszeitfahren ausgetragen. Während in den letzten fünf Jahren eine Strecke bei Lübben ausgewählt worden war, fand die 1966er  Mannschaftsmeisterschaft auf einem Rundkurs auf der Autobahn zwischen Engelsdorf und dem Schkeuditzer Kreuz in der Nähe von Leipzig statt. Damit sollte den Nationalmannschaftsfahrern Gelegenheit gegeben werden, sich mit einer Strecke vertraut zu machen, die dem WM-Kurs von 1966 in Köln-Müngersdorf ähnelte. Während des Rennens stellte sich jedoch heraus, dass die Leipziger Strecke um zwei Kilometer zu kurz war. Start und Ziel waren in der Leipziger Max-Liebermann-Straße im Norden der Stadt, an den Start gingen bei sengender Hitze und lauem Wind 18 Vierer-Mannschaften. Als Favoriten galten der Titelverteidiger ASK Vorwärts Leipzig sowie der frühere Serienmeister SC Dynamo Berlin. Nach der Hälfte der Distanz hatte der Dynamo-Vierer ein Tempo von 47,2 km/h vorgelegt, das danach von keinem anderen Team erreicht wurde. Dieses Tempo konnte im zweiten Rennabschnitt nicht mehr gehalten werden, da Kurt Müller einen Schwächeanfall erlitt und Eberhard Butzke kurz vor dem Ziel stürzte. Trotzdem erreichte das verbliebene Trio Lothar Appler, Axel Peschel und Kurt Müller mit 2:08 Stunden und 45,9 km/h eine Zeit, die von den anderen Mannschaften deutlich überboten wurde. Selbst der Titelverteidiger Vorwärts Leipzig war um rund 2:12 Minuten langsamer. Obwohl sich zahlreiche kleine Sportgemeinschaften an der Meisterschaft beteiligten, kam nur ein Team nicht in die Wertung. 
|      | Mannschaft              | Zeit          |
| ---- | ----------------------- | ------------- |
| 01.  | SC Dynamo Berlin I      | 2:08:16,4 h   |
| 02.  | ASK Vorwärts Leipzig I  | + 2:11,8 min  |
| 03.  | ASK Vorwärts Leipzig II | + 3:19,0 min  |
| 04.  | SC DHfK Leipzig I       | + 3:29,8 min  |
| 05.  | SC Karl-Marx-Stadt I    | + 3:59,8 min  |
| 06.  | SC DHfK Leipzig II      | + 6:59,0 min  |
| 07.  | SC Dynamo Berlin III    | + 8:46,7 min  |
| 08.  | SC Turbine Erfurt       | + 9:26,9 min  |
| 09.  | SC Karl-Marx-Stadt II   | + 9:29,2 min  |
| 10.  | SC Dynamo Berlin II     | + 10:27,7 min |
| 0... |                         |               |